# Emily Hobhouse
Pour les articles homonymes, voir Hobhouse.
Emily Hobhouse (9 avril 1860 — 8 juin 1926) est une philanthrope britannique, militante progressiste et pacifiste connue principalement pour la campagne active qu'elle mène contre les camps de concentration britanniques durant la seconde guerre des Boers,,.

## Jeunesse
Née à St Ive, près de Liskeard, en Cornouailles, elle est la fille de Reginald Hobhouse, un archidiacre anglican et de Caroline Trelawny. Issue de la haute société, Emily Hobhouse reçoit un enseignement privé à domicile.
Sa mère meurt alors qu'elle a 20 ans et elle passe les 14 années suivantes à s'occuper de son père de santé fragile. Lorsque celui-ci meurt en 1895, elle quitte l'Angleterre pour le Minnesota avec l'intention d'accomplir des œuvres de charité auprès des mineurs. Elle se fiance avec un dénommé John Carr Jackson, avec qui elle achète un ranch au Mexique. Ruiné, le couple se sépare et elle revient en Angleterre en 1898.
Elle s'implique dans diverses activités politiques en tant que membre du parti libéral, s'intéressant notamment à la lutte contre l'alcoolisme et au travail des enfants. Elle est en faveur du suffrage féminin mais n'a pas participé activement à la campagne des suffragettes anglaises.
Bien que célibataire, Emily Hobhouse n'a pas besoin d'exercer d'activité lucrative, ses besoins financiers étant notamment couverts par son oncle Arthur Hobhouse.

## La guerre des Boers
Emily Hobhouse joue un rôle très important pour faire connaître au public de la métropole la réalité sordide vécue par la population civile boer dans les camps de concentration britanniques en Afrique du Sud,.
Dès début de la seconde guerre des Boers, des pacifistes britanniques créent le South African Conciliation Committee (SACC ou Comité de conciliation pour l'Afrique du Sud en français), dont le but est la diffusion d'informations exactes sur le conflit et surtout, de mettre rapidement fin à la guerre en privilégiant une solution négociée au combat armé. Dès l'été de 1900, de nombreux membres du Comité de conciliation pour l'Afrique du Sud reçoivent des informations régulières sur la politique de la terre brûlée. À la suite de cela, un sous-comité est créé, il s'agit du South African Women And Children Fund (SAWCF), dont le but est d'apporter de l'aide aux femmes et aux enfants boers victimes de la politique de la terre brûlée.
En octobre 1899, Emily Hobhouse est désignée par le député libéral Leonard Henry Courtney pour prendre la direction de la branche féminine du Comité de conciliation pour l'Afrique du Sud. Elle arrive en Afrique du Sud le 27 décembre 1900, chargée de la mission de distribuer l'aide récoltée par le sous-comité d'aide aux femmes et enfants sud-africains.
À son arrivée, elle découvre l'existence des camps de concentration britanniques. Elle obtient du gouverneur de la colonie du Cap, Alfred Milner, la mise à disposition de deux wagons de chemins de fer pour transporter de l'aide aux familles internées.
Elle obtient de l'autorisation de visiter cinq camps : Bloemfountein, Norvals Pont, Aliwal North, Springfontein, Kimberley et Mafeking. En revanche, l'accès aux camps situés au de nord de Bloemfontain lui est refusé, de même que pour ceux des autres camps situés dans le Transvaal. Lors de ses visites, elle réalise des interviews avec des personnes internées et est effarée de constater la surpopulation des camps, leur insalubrité, les ravages causés par les épidémies ainsi que l'étendue du dénuement et de la souffrance endurés par la population civile boer internée,.

### Le camp de concentration de Bloemfontein

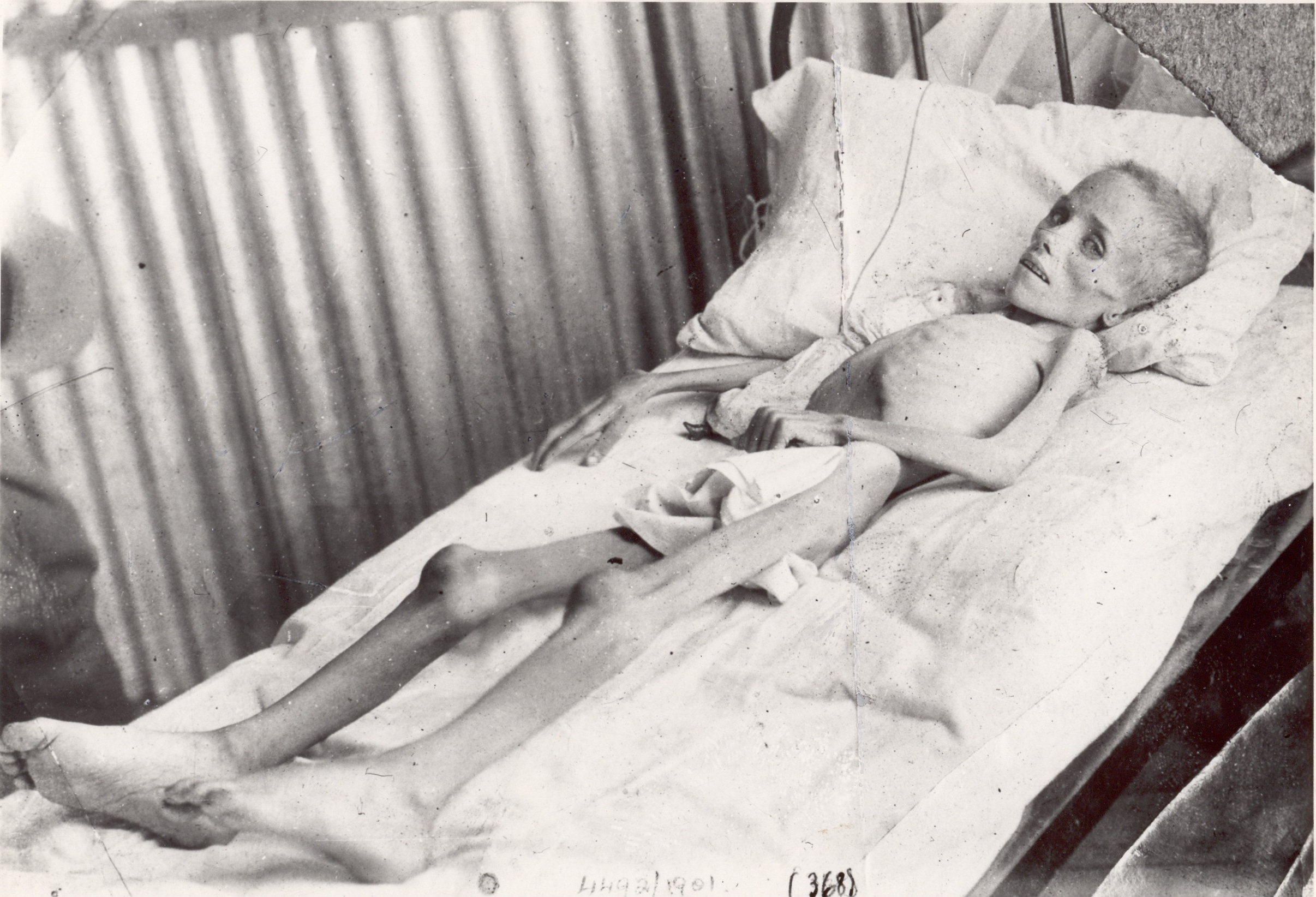
Lizzie van Zyl au camp de concentration de Bloemfontein où elle meurt à l'âge de sept ans.

Elle visite le camp de concentration de Bloemfontein le 24 janvier 1901 où elle est choquée par les conditions de vie des civils emprisonnés, notamment par leur état physique, l'insalubrité et par les ravages causés par les bronchites, pneumonies, dysenteries et typhoïdes.
Elle est particulièrement touchée par le calvaire de la petite Lizzie van Zyl, une jeune enfant boer affamée au seuil de la mort « pour le seul prétexte que son père était un combattant boer qui refusait de se rendre ». La petite fille ne s'exprimant qu'en afrikaans, aucun des médecins anglophones unilingues du dispensaire du camp ne savait par ailleurs communiquer avec elle.
Profondément scandalisée, Emily Hobhouse tente de soulager les misères et d'améliorer le quotidien des internés, réclamant du savon (qui lui est d'abord refusé car considéré comme un article de luxe) ainsi que davantage de rations d'eau potable, de tentes et de produits de première nécessité.
En mai 1901, alors qu'elle regagne la ville du Cap, elle est particulièrement émue par une femme boer qui, son enfant mort dans les bras, attend en gare de Springfontein un train qui allait la conduire vers un camp de concentration.

### Retour au Royaume-Uni
Elle embarque pour le Royaume-Uni le 8 mai 1901, avec la ferme intention d'y mobiliser l'opinion publique sur le sort tragique des internés afin d'obliger le gouvernement britannique à remédier à la situation. Par hasard, Alfred Milner se trouve sur ce même bateau. Il accepte de lui accorder une entrevue. Emily Hobhouse accoste en Angleterre le 24 mai 1901. En raison de ses connexions familiales et personnelles, elle rencontre peu de difficultés à obtenir des entrevues avec des personnalités de premier plan, auxquelles elle fait part de la situation désespérée de la population civile boer. Elle rencontre notamment Joseph Chamberlain, l'écrivain et militant des droits humains Henry Fox-Borne, le secrétaire d’État à la Guerre, St. John Brodrick, ainsi que le chef de l'opposition, Henry Campbell-Bannerman,,. Ce dernier, lors d'un dîner le 14 juin 1901, prononce une phrase restée célèbre :

« Dans quel cas une guerre n'est-elle plus une guerre ? Lorsqu'elle a recours aux méthodes barbares employées en Afrique du Sud »

À Brodrick, Emily Hobhouse dresse une liste de recommandations : libérations de toutes les femmes et enfants en mesure de subvenir par eux-mêmes à leurs besoins ou ayant de la famille ou des amis dans la colonie du Cap, arrêt de toute discrimination entre les familles internées, y compris à l'encontre de celles dont le père ou le mari continuait à se battre contre les troupes impériales, nomination de directrices bilingues (afrikaans/anglais) dans chaque camp, aucune nouvelle arrivée dans les camps surpeuplés, surveillance des camps à travers la mise en place d'un comité dont au moins six membres appartiendraient à des organisations philanthropiques. Le 18 juin 1901, Emily Hobhouse publie un rapport de 15 pages intitulé Report of a Visit to the Camps of Women and Children in the Cape Orange River Colonies, où elle fait part de ce qu'elle a observé dans les camps et ses propositions pour en améliorer la situation humanitaire. Le rapport comprend également une annexe où figurent ses comptes-rendus d'interviews avec des internés. Ce rapport est destiné au South African Women And Children Fund (SAWCF). Parallèlement à cela, elle donne différentes conférences destinées au grand public pour l'alerter sur la catastrophe humanitaire en cours dans les camps de concentration en Afrique du Sud.

### La commission Fawcett
De retour en Angleterre pour tenter de sensibiliser l'opinion britannique, elle fait face à d'importantes critiques Elle est alors accusée de trahir l'effort national de guerre. Néanmoins, sa campagne commença à ébranler les certitudes d'une partie de l'opinion publique, choquée par les descriptions qu'elle avait faites des camps de concentration sud-africains. Elle reçut alors de plus en plus de soutien financier pour son fonds à l'aide aux victimes de guerre.
À la suite du rapport d'Emily Hobhouse, le gouvernement britannique se résout à missionner une commission sous la responsabilité de Millicent Fawcett, pour enquêter sur les conditions de vie dans les camps de concentration en Afrique du sud. La commission confirme les accusations d'Emily Hobhouse et formule de nombreuses recommandations, telles que l'amélioration du régime alimentaire et des équipements médicaux.
Emily Hobhouse revient au Cap en octobre 1901 mais elle n'est pas autorisée à débarquer. Elle fut même refoulée et rapatriée en Angleterre. Elle s'installa alors en France où elle écrivit son livre The Brunt of the War sur son expérience sud-africaine.

## Retour en Afrique du Sud
En 1903, elle est à nouveau autorisée à revenir en Afrique du Sud. Elle s'y rend dans le but d'apporter sa contribution à la reconstruction des anciennes républiques boers. À cette occasion, le général boer Jan Smuts la reçoit à Pretoria. En Afrique du Sud, Emily Hobhouse poursuit ses activités philanthropiques en mettant sur pied plusieurs projets sociaux, dont des écoles professionnelles en faveur des femmes où sont enseignés la fabrication de dentelle, le filage et le tissage. En 1907, elle est chargée de gérer les fonds publics de différentes écoles. C'est à cette époque qu'elle fait la connaissance d'Anna Ruth, qui allait par la suite être la première à compiler les mémoires d'Emily Hobhouse. En 1907-1908, les nouveaux gouvernements des anciennes républiques boers reprennent le contrôle de ces parcours professionnels et Emily Hobbhouse retourne en Europe en octobre 1908.

## Fin de vie
À partir de 1908 et avant le déclenchement de la Première Guerre mondiale, Emily Hobhouse vit principalement en Italie.
En 1913, elle effectue un nouveau voyage pour venir inaugurer là Bloemfontein le monument national aux femmes mais, malade, elle doit s'arrêter à Beaufort West et ajourner la suite de son périple. Néanmoins, le 16 décembre, jour de l'inauguration, un discours de sa plume est prononcé, où elle mentionne le sort de la population civile d'ascendance africaine dans les camps :

« La justice ne nous demande-t-elle pas de nous rappeler aujourd'hui combien de milliers de personnes de la race foncée ont également péri dans les camps de concentration dans une querelle qui n'était pas la leur ? N'ont-ils pas ainsi racheté le passé ? N'était-ce pas un exemple de cette communauté d'intérêts, qui, en unissant tous ses membres, élimine l'animosité raciale ? Et ne se peut-il pas qu'à l'avenir, le souvenir liée à cette journée se transforme et crée de plus nobles pensées, inspirés année après année par la célébration du Vrouwen-Dag que nous inaugurons aujourd'hui ? [...] »

## Première Guerre mondiale
Durant la guerre, Emily Hobhouse est très active, fidèle à ses engagements pacifistes et philanthropiques. En 1916, elle voyage en Belgique et en Allemagne, où elle s'enquiert du sort des réfugiés et des prisonniers de guerre. Cette expédition en territoire ennemi vient de sa volonté d'investiguer par elle-même la réalité des faits reportés dans la presse britannique et le rapport de 1915 de James Bryce, qui décrivent la présence des Allemands en Belgique comme étant émaillées d'une série d'atrocités. Elle passe l'hiver 1915-1916 en Italie, puis transite par la Suisse et obtient dans ce pays l'autorisation des Allemands de traverser la frontière. De là, elle se rend d'abord en Belgique. Elle n'est mandatée par personne pour ce faire et ses velléités d'être une « messagère de la paix auprès du peuple allemand » semble avoir étonné les autorités allemandes. Elles lui interdisent de parler directement à la population belge et la font escorter en permanence par le baron Falkenhausen von Friedenstahl. Après la Belgique, elle se rend à nouveau en Allemagne. Le ministre des Affaires étrangères Gottlieb von Jagow lui accorde une entrevue et elle est également autorisée à visiter les camps d'internés et de prisonniers de guerre britannique sur le sol allemand.
Dans l'immédiat après-guerre, on la retrouve fortement impliquée dans différentes œuvres caritatives, dont le Russian Babies' Fund, le Fund to Aid Swiss Relief et le Save the Children Fund.

## Fin de vie
Hobhouse meurt à Londres le 8 juin 1926, des suites d'une pleurésie. Ses cendres sont déposées dans une niche aménagée dans le monument aux morts de Bloemfontein, en Afrique du Sud.

## Hommages
Emily Hobhouse a reçu de nombreux hommages de la part des sud-africains, spécialement des Boers, d'habitude anglophobes, mais qui la vénéraient. Elle fut faite citoyenne d'honneur pour son action humanitaire et une souscription populaire au sein de la population afrikaner contribua à lui permettre de s'acheter une maison à St Ives dans les Cornouailles, aujourd'hui intégrée à l'hôtel de Porthminster.
Une ville de l'État libre d'Orange est baptisée en son honneur ainsi qu'un sous-marin d'attaque.
À Bloemfontein, en Afrique du Sud, la résidence la plus ancienne sur le campus de l'université de l'État libre porte le nom de Hobhouse.
Une statue d'Emily Hobhouse à l'église de St. Ive, à Cornwall, sa ville natale, est érigée en hommage.
En 1990, Dirk de Villiers dirige le film sud-africain That Englishwoman : An Account of the Life of Emily Hobhouse, avec Veronica Lang dans le rôle d'Emily Hobhouse.

## Publications
- The Brunt of the War and Where It Fell, (1902), Methuen & Co, Londres.
- War without Glamour, or, Women's War Experiences Written by Themselves, 1899–1902, 1924.
- Emily Hobhouse: Boer War letters, édition posthume de R. van Reenen, 1984.